# Musca amita
Musca amita este o specie de muște din genul Musca, familia Muscidae, descrisă de Willi Hennig în anul 1964. Conform Catalogue of Life specia Musca amita nu are subspecii cunoscute.